# Dylan van Baarle
Dylan van Baarle (født 21. maj 1992) er en professionel cykelrytter fra Holland, der er på kontrakt hos Team Visma | Lease a Bike.
Han første store sejr som professionel kom i 2014 med den samlede sejr i Tour of Britain. Van Baarle blev i 2018 hollandsk mester i enkeltstart. I 2019 vandt han Herald Sun Tour og en etape i Critérium du Dauphiné.
Efter have kørt for Team Sky siden 2018, forlængede parterne i slutningen af 2019 aftalen med tre år.

## Meritter
2012
Samlet og prologen, Olympia's Tour
1. etape, Thüringen Rundfahrt der U23
Arno Wallaard Memorial
2013
 Hollandsk U23-mester i linjeløb
 Hollandsk U23-mester i enkeltstart
Samlet og 4. etape, Olympia's Tour
Samlet, Thüringen Rundfahrt der U23
Ster van Zwolle
3. plads samlet, Tour de Normandie
2014
Samlet, Tour of Britain
2018
 Hollandsk mester i enkeltstart
2019
Samlet, Herald Sun Tour
8. etape, Critérium du Dauphiné
2021
Dwars door Vlaanderen
2022
Paris-Roubaix
2023
Omloop Het Nieuwsblad